# Pfarrkirche Erl

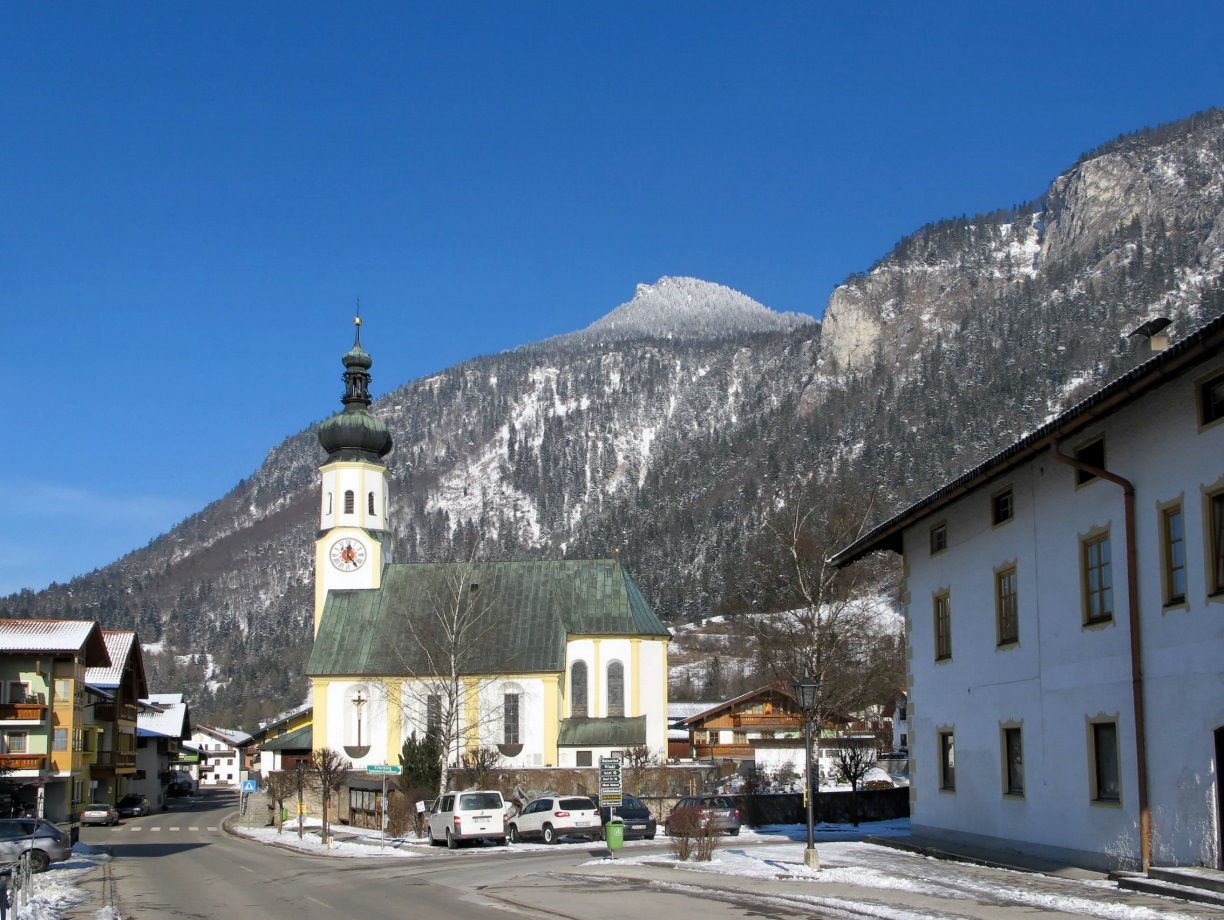
Katholische Pfarrkirche hl. Andreas in Erl

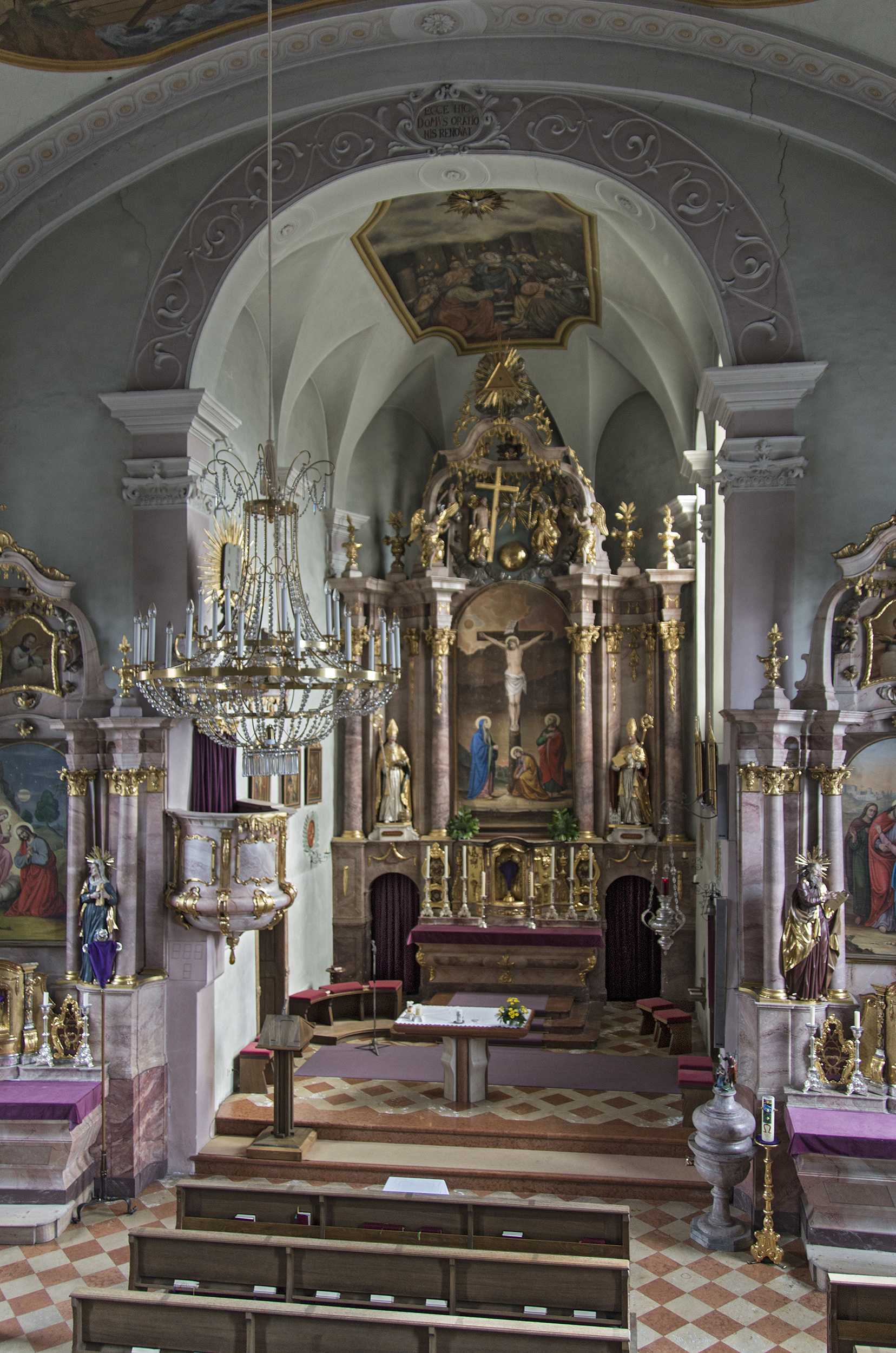
Innenraum, Blick zum Chor

Die Pfarrkirche Erl steht im Ort der Gemeinde Erl im Bezirk Kufstein im Bundesland Tirol. Die auf den Apostel Andreas geweihte Pfarrkirche gehört zum Dekanat Kufstein der Erzdiözese Salzburg. Die Kirche und der Friedhof mit der Einsegnungshalle stehen unter Denkmalschutz (Listeneintrag).

## Geschichte
Urkundlich wird bereits 788–790 wird bereits im arnonischen Güterverzeichnis des Erzbischofs Arn von Salzburg mit ad Oriano monte eine Kirche genannt. Bei Grabungen im Jahr 1980 wurden Fundamente dieser 12,1 m langen und 7,4 m breiten Saalkirche aus dem 8. Jahrhundert mit Rechteckchor freigelegt. Diese wurde im 14. oder frühen 15. Jahrhundert um einen Polygonalchor und vermutlich im späteren 15. Jahrhundert um ein nördliches Seitenschiff erweitert.
1681/82 erfolgte ein Kirchenneubau, der 1698 geweiht wurde. 1703 war ein Brand; 1722 wurde die Kirche renoviert, 1735 der Turm wiederhergestellt. Im Zuge des Tiroler Aufstandes von 1809 brannte die Kirche erneut ab und wurde von 1810 bis 1828 wiederhergestellt. 1972 erfolgte eine Restaurierung.

## Architektur
In der Westfront steht der im Kern mittelalterliche Turm mit einem barocken achteckigen Glockengeschoß und einem Zwiebelhelm mit Laterne. Links und rechts des Turms ist jeweils ein Rundbogenportal.
Der barocke Kirchenbau ist aus dem späten 17. Jahrhundert bzw. aus dem ersten Drittel des 18. Jahrhunderts. Am stark eingezogenen Chor stehen beidseits Anbauten. Langhaus und Chor zeigen an der Fassade eine Pilastergliederung, die Fensterlaibungen sind oben und unten gerundet.
Das Kircheninnere zeigt ein breites dreijochiges Langhaus unter einer Flachtonne mit Stichkappen und Gurtbögen auf Gebälkstücken über Doppelpilastern. Die zweigeschoßige Westempore auf ionischen Säulen ist aus dem 17. Jahrhundert. Der Triumphbogen ist rundbogig. Der schmale einjochige Chor unter einer Stichkappentonne auf Gebälkstücken hat einen Fünfachtelschluss.
Die Deckengemälde Berufung und Kreuzigung des hl. Andreas malte Franz Altmutter 1817.

## Ausstattung
Die Einrichtung ist aus dem ersten Viertel des 19. Jahrhunderts. Der Hochaltar in Höhe und Breite des Chores hat Opfergangsportale, er zeigt das Altarbild Glorie des hl. Andreas, und die Figuren Rupert und Virgil und im Auszug die Gruppe Dreifaltigkeit. Die Altarfiguren schuf wohl Sebastian Anton Defregger.
Der linke Seitenaltar zeigt das Bild Heilige Familie aus der zweiten Hälfte des 19. Jahrhunderts und trägt die Figuren Joachim und Anna. Der rechte Seitenaltar zeigt das Bild Taufe Christi aus der zweiten Hälfte des 19. Jahrhunderts und trägt die Figuren Elisabeth und Zacharias.
Die Schnitzgruppe Kruzifix mit Maria schuf Kaspar Bichler in der ersten Hälfte des 19. Jahrhunderts. Der Kreuzweg ist aus dem zweiten Viertel des 18. Jahrhunderts.
Die Orgel baute Joseph Mitterer 1815.

## Grabsteine
- In der Eingangshalle finden sich figurale Grabsteine von Pfarrer Johann Sätreich († 1448) und Pfarrer Georg Rieder († 1614). Vor ihrer Versetzung in die Eingangshalle waren sie außen an der Westfront links und rechts vom Turm angebracht.